# Orbea decaisneana
Orbea decaisneana är en oleanderväxtart. Orbea decaisneana ingår i släktet Orbea och familjen oleanderväxter.

## Underarter
Arten delas in i följande underarter:
- O. d. decaisneana
- O. d. hesperidum